# Herb gminy Łomża
Herb gminy Łomża – jeden z symboli gminy Łomża, autorstwa Roberta Szydlika, ustanowiony 18 października 2017.

## Wygląd i symbolika
Herb przedstawia na tarczy w polu czerwonym grodzisko drewniane złote o dwóch wieżyczkach z otwartą bramą, w której głowa jelenia złota, nad bramą takiż ruszt św. Wawrzyńca. Drewniane grodzisko nawiązuje do drewniano-ziemnych konstrukcji obronnych w pierwotnej lokalizacji Łomży (obecnie obszar sołectwa Stara Łomża nad Rzeką, na skarpie Narwi). Złoty ruszt to atrybut św. Wawrzyńca – patrona powstałej według tradycji ok. 1000 r. parafii w Łomży (obecnie Stara Łomża) - najstarszej na północno-wschodnim Mazowszu. Natomiast głowa jelenia z porożem to uszczerbione godło herbu miasta Łomża.

## Historia

Herb gminy Łomża w latach 1997–2017

W latach 1997–2017 gmina posługiwała się herbem przedstawiającym w błękitnym polu bobra na zielonej murawie, przegryzającego pień drzewa. Z lewej (heraldycznie) strony umieszczono złoty kłos zboża. Herb został wybrany przez ówczesnego wójta gminy Łomża na drodze konkursu plastycznego szkół podstawowych. Autorką zwycięskiego herbu gminy Łomża była ówczesna uczennica Szkoły Podstawowej w Jarnutach, Katarzyna Szabłowska.